# ヘルメットキャッチ
ヘルメットキャッチ（The Helmat Catch）は、2008年2月3日に行われた第42回スーパーボウルの試合終盤、2ミニッツの間にニューヨーク・ジャイアンツのクォーターバックのイーライ・マニングとワイドレシーバーのデビッド・タイリーにより行われた、アメリカンフットボールのプレイ。マニングがニューイングランド・ペイトリオッツのディフェンダー3人の鷲掴みから逃れてパスを投げ、そのボールをタイリーが手で自分のヘルメットに押し当てながらジャンピングキャッチしたプレイである。このジャイアンツに勝利をもたらすタッチダウンドライブにおいて32ヤードを前進したプレイは、ジャイアンツが17-14で、1972年のマイアミ・ドルフィンズ以来（第7回スーパーボウル）の、シーズン16試合制になってからは最初のシーズン無敗・無引分を達成しようとしていたペイトリオッツを破るという番狂わせに大きく貢献した。NFLフィルムズのスティーブ・セイボルは「スーパーボウル史上最高のプレイ」と呼んだ。また、NFLフィルムズは「(20)00年代最高のプレイ」と名付けている。

## 状況
タイリーはそれまで主にスペシャルチームで起用されてきた選手であり、2007年レギュラーシーズンの成績は4キャッチ69ヤード獲得、タッチダウンなしでしかなかった。タイリーはレギュラーシーズン中、めったにレシーバーになることはなかったが、第4クォーター序盤にジャイアンツのこの試合最初のタッチダウン（タイリーにとっても今シーズン初タッチダウン）を挙げており、この時点でジャイアンツは10-7とリードした。ここまでシーズン無敗でこの試合も勝利が望まれていたペイトリオッツは、トム・ブレイディからランディ・モスへのタッチダウン・パスを決め、残り2分42秒で14-10とリードした。残り1分15秒、ジャイアンツは自陣44ヤードで3rdダウン残り5ヤードの状況であり、直前のプレイは、ペイトリオッツのコーナーバック、アサンテ・サミュエルが、取っていれば試合を決めたであろうインターセプトを落球したものであった。

## プレイ

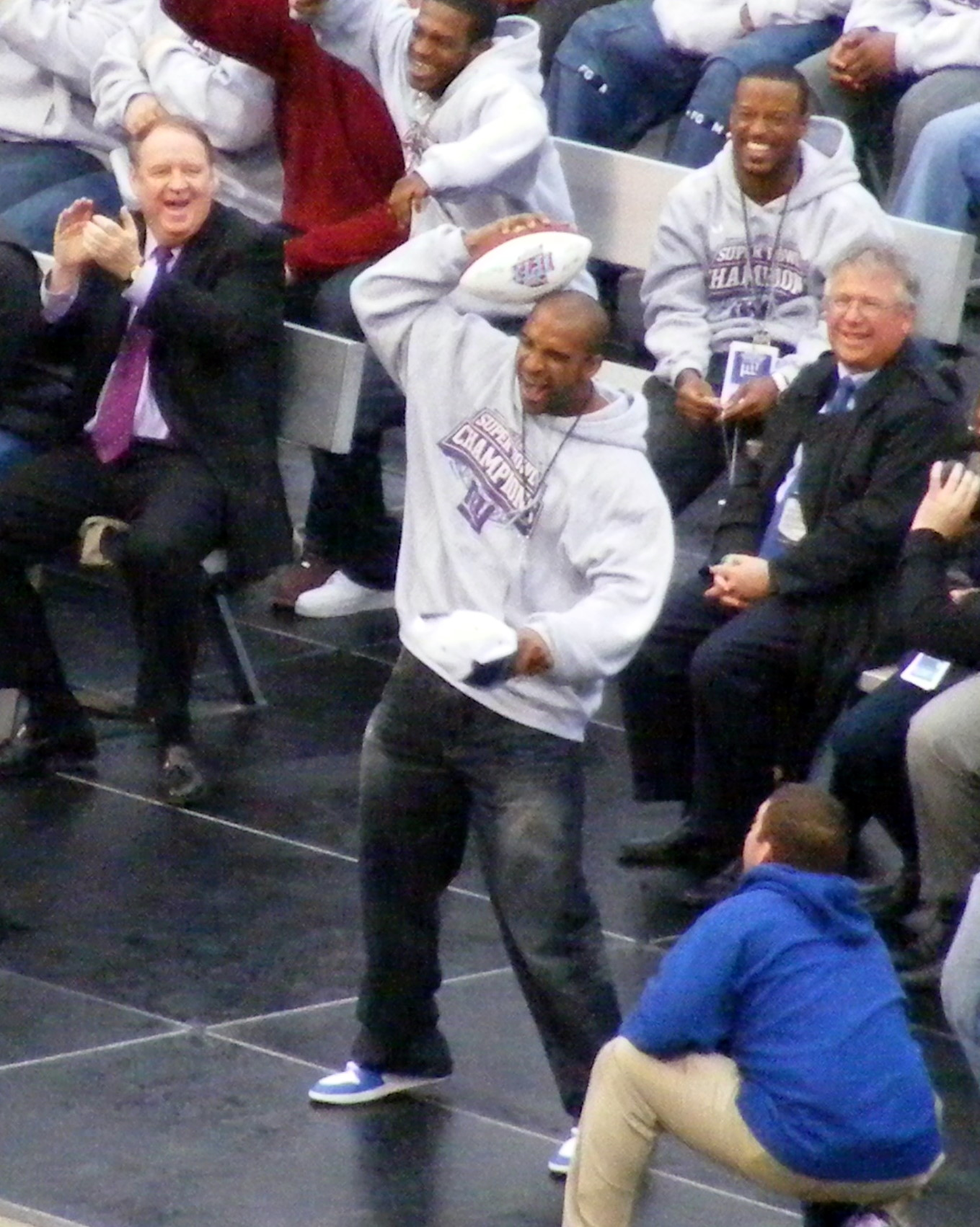
スーパーボウルの後、ジャイアンツ・スタジアムで行われた優勝セレモニーでキャッチを再現するタイリー

マニングは、ダウンフィールドのレシーバーへのパスを企図して、ジャイアンツのプレイブックから「76 Union Y Sail」というプレイを選択した。自陣44ヤード・3rdダウン残り5ヤードで、ショットガン隊形からスナップを受けると、すぐにペイトリオッツのディフェンシブエンドのリチャード・セイモア、ジャービス・グリーン、ラインバッカーのアダリウス・トーマスからのプレッシャーを受けた。グリーンがマニングの肩を、セイモアがユニフォームの背中を掴んで倒し、クォーターバック・サックしようとした。しかしマニングは倒れず、ペイトリオッツのディフェンダーの腕をすり抜け、34ヤードライン付近まで下がった。ラインバッカーのマイク・ブラベルとジュニア・セアウがマニングをサックしようとしたが、マニングは敵陣24ヤードにいたデビット・タイリーにボールを投げた。マニングはボールを放すやいなやブラベルから体当たりされた。Foxの実況解説のトロイ・エイクマンは、このプレイについて「マニングがどうやって抜け出たのか分からない」と言った。仮にマニングがサックされていれば、ジャイアンツは4thダウン残り8ヤードとなり、勝つ望みを繋ぐために再び4thダウンギャンブルに成功しなければならなかった（そのドライブの3プレイ前にハーフバックのブランドン・ジェイコブズが4thダウン残り1ヤードでファーストダウンを獲得していた）。
タイリーはエリス・ホッブズに妨げられて予定のルートを走ることができなかった。アサンテ・サミュエルは最初フィールドの左側にいたが、プラキシコ・バレスを妨害するためスナップ前にスクリメージラインの右側へ移動していた。タイリーはプレッシャーを受けるマニングを見て、パスターゲットの選択肢となるため後ろへ戻り25ヤード地点で止まった。タイリーはボールが来ると思いっきりジャンプした。ペイトリオッツのストロングセイフティのロドニー・ハリソンも密着して飛び上がり、ボールを叩き落とそうとした。最初、タイリーが両手でボールをキャッチしたが、ハリソンの腕が彼の左手に当たりボールが落ちそうになった。しかしタイリーは右手でボールを自分のヘルメットのてっぺんに押し付けて確保した。ハリソンはタイリーを引き倒したが、タイリーはボールをヘルメットに押し付けたまま倒れ込んだ。フリーセーフティのジェイムズ・サンダーズ、コーナーバックのアサンテ・サミュエル、エリス・ホッブズもいたが、彼らにハリソンがタイリーのパスキャッチを防ぐ手助けをする時間はなかった。
このプレイでジャイアンツは32ヤード前進しファーストダウンを獲得、残り58秒となった。ここでジャイアンツはタイムアウトをコール。4プレイ後、プラキシコ・バレスがタッチダウンしジャイアンツが17-14で勝利。このシーズン唯一の敗北でペイトリオッツは19勝無敗のパーフェクトシーズン達成を妨げられた。

## ニックネーム
他のNFLの有名なプレイと同様、このプレイにもニックネームが付けられた、しかし2つの独立した、かつ珍しいプレイであることから、一つの名前にまとまるまで時間を要した。2009年、「ニューヨーク・デイリーニューズ」の読者はニックネームの人気投票で、第42回スーパーボウルとジャイアンツの4人のレシーバーに対してペイトリオッツが採ったカバー隊形にちなんだ「キャッチ-42(Catch-42)」を選んだ。その後、デビット・タイリーはESPN.comと同様に「キャッチ-42」を用いるようになった。提案されたニックネームは他に、「The Escape and the Helmet Catch」、「The E-mmaculate Connection（イーライ（Eli）の「E」とイマキュレート・レセプション（Immaculate Reception）をもじったもの）」、「The Double Miracle」、「The Reception that Ended Perfection」があった。ジャイアンツがホワイトハウスを訪問した際、ジョージ・W・ブッシュ大統領は「グレート・エスケープ（The Great Escape）」を使った。聖書のフレーズを真似た「デビッドとイーライアス（David and Eliath）」もデビッド・タイリーから提案された。試合から5日後にビル・シモンズが名付けた「ヘルメットキャッチ」が、時が過ぎるにつれ、このプレイの通称となった。

## その後
このキャッチは、2008年のESPY最優秀プレイを受賞した。表彰式では、司会のジャスティン・ティンバーレイクが、デビッド・タイリーのヘルメットにチューインガムを付けて、（ヘルメットのてっぺん近くでパスを取ることで）キャッチを助けたことを「白状する」パロディーを行った。タイリーは受賞スピーチで、「ジャスティン、ガムをありがとう」とジョークで返している。イーライ・マニングもジョークで、攻撃陣に対して「パスプロテクションが無かったこと」への礼を言っている。
2012年1月15日、前回第45回スーパーボウルチャンピオンのグリーンベイ・パッカーズとNFCディビジョナル・プレイオフで戦った際、マニングは前半終了間際にヘイルメアリーパスを投げた。エンドゾーンでハキーム・ニックスがキャッチし、ジャイアンツが20-10とリードした。ニックスがヘルメットで抱えるようにボールをキャッチしたので、実況解説のジョー・バックとトロイ・エイクマンはタイリーのキャッチに似ているとコメントした。ちなみにバックとエイクマンは第46回スーパーボウルの解説でもあった。ジャイアンツはパッカーズを37-20で破り、再びスーパーボウルでペイトリオッツに勝利した。
なお、タイリーは2009年シーズンで引退したが、これが現役最後のパスキャッチであった。

## レガシー
FOXスポーツはイーライ・マニングのデビット・タイリーへのパスをスーパーボウル史上最高のプレイの一つに挙げた。選者のエイドリアン・ハッセンマイヤー（Adrian Hasenmeyer）は、「物理学とアルベルト・アインシュタインを愚弄した」プレイと評した。NBCスポーツとNFL.comもスーパーボウル史上最高のプレイに挙げた。NFLフィルムズの創設者スティーブ・セイボルは、マニングとフラン・ターケントンを比較して、このプレイは「理論や、歴史、重力、そしてコメントしたくなる他の全てのこと」を無視するものだと語っている。